# Crystal Sky of Yesterday
Crystal Sky Of Yesterday (en chino simplificado, 昨日青空; pinyin, Zuótiān qīngkōng; literalmente, ‘El cielo azul de ayer’) es una película animada china dirigida por Xi Chao y escrita por Pocket Chocolate (seudónimo de Yijian Gong). La película está adaptada del manhua del mismo nombre de Pocket Chocolate.  La película se estrenó después de algunas postergaciones, el 28 de octubre de 2018 en China

## Sinopsis
La película está ambientada en el año 1999 en Lanxi, basada una pequeña ciudad basada en Lanxi en la provincia de Zhejiang, ubicada en el sur de China. Cuenta la historia de cuatro jóvenes sobre el amor, familia, la amistad y realizar sus sueños, mientras viven en sus últimas días de escuela, Tu Xiaoyi, Yao Zhetian y Qi Jingxuan. Estos amigos vivirán aventuras mientras deciden el camino que tomarán sus respectivas vidas.

## Personajes principales
Tu Xiaoyi
Voz: Su Shangqing
Es un estudiante de baja calificaciones, pero muy hábil con el dibujo, sueña con ser dibujante de historietas.
Yao Zhetian
Voz: Duan Yixuan
Es una estudiante con buenas calificaciones, pero confundida sobre su futuro.
Qi Jingxuan
Voz: Wang Yibo
Es un mal estudiante, un poco rebelde, hijo de la Secretaría de Educación. Aunque tiene un aspecto de chico malo, pero cuidadoso y amable.
Bo Hua
Voz: Banma Ma
Amigo inseparable de Tu Xiaoyi.

## Cortometraje, producción y estreno

### Cortometraje animado
En 2014, fue adaptado por Qilingshi Animation (Shanghái) Co., Ltd., produjo un cortometraje animado de muestra de prueba de 4 minutos y 10 segundos, inició un plan de producción para atraer inversiones y la respuesta fue enorme.

### Producción
La película fue dirigida por Chao Xi y la historia basada en el manhua homónimo autobiográfico de Yijian Gong (bajo el seudónimo de Pocket Chocolate), quién trabajó en el guion de la película, en la película fue producida por Horgos Coloroom Pictures.

### Estreno
Después de varias postergaciones, la película el archivo final se estrenó el 26 de octubre de 2018 en salas de cine de China.